# NGC 1668
NGC 1668 é uma galáxia elíptica (E/SB0) localizada na direcção da constelação de Caelum. Possui uma declinação de -44° 43' 58" e uma ascensão recta de 4 horas, 46 minutos e 05,9 segundos.
A galáxia NGC 1668 foi descoberta em 1 de Dezembro de 1837 por John Herschel.